# Marie Caroline Miolan-Carvalho
Marie Caroline Miolan-Carvalho (31 de diciembre de 1827 en Marsella – 10 de julio de 1895 en Château-Puys, cerca de Dieppe) fue una  soprano de ópera francesa, particularmente asociada con papeles de lírica ligera y coloratura.

## Biografía
Nacida como Marie Caroline Félix-Miolan, estudió primero con su padre el oboísta François Félix-Miolan y luego en el Conservatorio de París con Gilbert Duprez. Después de ganar el primer premio en el Conservatorio, comenzó a realizar giras por toda Francia, debutando en el escenario en Brest, como Isabelle en Robert le Diable, en 1849. Al regresar a París al año siguiente, Marie Miolan hizo su debut en el papel principal de Lucia di Lammermoor en la Grand Opera el 14 de diciembre de 1849. Luego pasó a cantar en Le Pré aux clercs, Les Huguenots, Der Freischütz, Hamlet, etc.
De 1849 a 1855 y de 1868 a 1885, Miolan-Carvalho cantó en París en la Opéra-Comique como Caroline Carvalho. En 1853 se casó con Léon Carvalho, empresario y director del Théâtre Lyrique. Después de su matrimonio, comenzó a usar el nombre de Caroline Carvalho en lugar de Marie Miolan convirtiéndose en la prima donna en el Théâtre Lyrique apareciendo desde 1856 hasta 1867. Actuó principalmente en papeles de Mozart y Rossini, pero también creó allí unos 30 papeles, en particular de Charles Gounod, como Marguerite en Faust (1859), donde inspiró notablemente a Gounod a eliminar secciones de la partitura. Otras obras incluyen Baucis en Philémon et Baucis (1860), el papel principal en Mireille (1864) y Juliette en Roméo et Juliette (1867), pero también La Fanchonnette de Louis Clapisson, Les noces de Jeanette de Victor Massé, Ambroise Thomas La cour de Célimène.
En 1859, Miolan-Carvalho hizo su primera aparición en la Royal Opera House de Londres en Dinorah de Giacomo Meyerbeer. Actuó regularmente allí hasta 1864 y nuevamente en 1871-72, donde estuvo Gilda, Mathilde, Marguerite de Valois, Marguerite y la condesa Almaviva. También actuó en Berlín y San Petersburgo.
Miolan-Carvalho se retiró de los escenarios en 1885, como Marguerite. Después de jubilarse, enseñó canto en París, donde su alumna más destacada fue Maria Delna.
Destacada por su pureza vocal y precisión de coloratura, fue una de las cantantes francesas más famosas de su época. A menudo animaba a los compositores a escribir sus partituras que mostraran su técnica vocal. Debido a esto, era bien conocida por mantener al público atento y provocar grandes rondas de aplausos.